# 綾波セナ
綾波 セナ（あやなみ せな、1984年12月13日 - ）は、日本出身の元AV女優。

## 略歴
東京生まれ、2007年の8月にAVデビュー。

## 出演作品

### アダルトビデオ
2007年
- セレブ妻は変態ビッチ　（8月25日、h.m.p）　※デビュー作
- 彼女がド変態すぎてこまるっ!　（9月25日、h.m.p）
- ダンシング☆潮吹きクイーン　（10月25日、h.m.p）
- 尻舐めオフィスレディ☆エロエロ騎乗位　（11月25日、h.m.p）
- 天使のお注射☆どHナース診察室　（12月25日、h.m.p）

2008年
- 責め2＆イジイジ☆パックリNIGHT!　（1月25日、h.m.p）
- 綾波セナ大全集 1　（2月21日、ビデオバンク）　※総集編
- 綾波セナ大全集 2　（5月21日、ビデオバンク）　※総集編
- 綾波セナ マニア4時間 スーパーアイドル BEST VOL.1　（7月21日、ビデオバンク）　※総集編
- 綾波セナ マニア4時間 スーパーアイドル BEST VOL.2　（8月10日、ビデオバンク）　※総集編

　他

## 電子書籍
- Zeppin専科 Vol.18 綾波セナ ～爆乳花嫁のいけない欲望～　（2007年8月16日、Dolce Vita）
- Zeppin専科 Vol.18 綾波セナ ～爆乳花嫁のいけない欲望～ 動画編　（2007年9月20日、Dolce Vita）
- 見せてア・ゲ・ル Eカップ! 綾波セナ写真集 01　（2007年11月29日、pad inc.,）
- もっと愛して… Eカップ! 綾波セナ写真集 02　（2007年12月27日、pad inc.,）
- オールヌード Eカップ! 綾波セナ写真集 03　（2008年1月17日、pad inc.,）
- 二人だけの恍惚 綾波セナ&千堂ゆりあカップリング写真集　（2008年2月14日、pad inc.,）

## 出演

### ドラマ
- 乙音の部屋（2007年7月4日、8月6日、エンタ!371）[1]